# Roswitha Krause
Roswitha Krause (* 3. November 1949 in Dahme/Mark) ist eine deutsche Schwimmerin und Handballspielerin. Sie trat für die DDR an und gewann in beiden Sportarten olympische Medaillen.

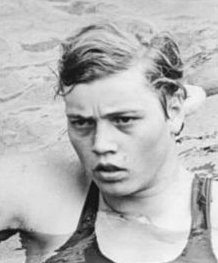
Roswitha Krause

## Schwimmen
Roswitha Krause begann als Kind mit dem Schwimmsport und kam im Alter von elf Jahren auf eine Kinder- und Jugendsportschule. 1968 nahm sie an den Olympischen Spielen in Mexiko-Stadt teil und gewann mit der 4 × 100-m-Freistilstaffel die Silbermedaille.

## Handball
Mit 20 Jahren begann sie mit dem Handballspielen, ursprünglich, um ihre Kondition für das Schwimmen zu verbessern. Sie schloss sich 1970 der Bezirksliga-Mannschaft der Humboldt-Universität in Berlin an. 1971 gab sie den Schwimmsport auf und konzentrierte sich auf den Handball. Sie wurde auf der Position Rückraum und als Abwehrspezialistin eingesetzt.
Im Jahr 1971 kam Krause in die erste Mannschaft des TSC Berlin. Mit diesem wurde sie 1974 mit dem TSC Berlin erstmals DDR-Meister und gewann 1977 und 1979 den Europapokal der Pokalsieger und 1978 den Europapokal der Landesmeister.
1973 wurde sie zum ersten Mal in die DDR-Nationalmannschaft berufen und wurde mit Weltmeister beim Turnier 1975 in der Sowjetunion und dem Turnier 1978 in der Tschechoslowakei. Bei den Olympischen Spielen 1976 gewann sie mit der Mannschaft die Silbermedaille, bei den darauffolgenden Spielen 1980 folgte eine Bronzemedaille.

## Privates
Die gelernte Stenotypistin war nach ihrer sportlichen Karriere als Diplom-Sportlehrerin bzw. Trainerin beim TSC Berlin hauptamtlich tätig. Später war sie bis zu ihrer Rente Dozentin in der Leichtathletik und als Fachleiterin für die Sportarten Schwimmen und Handball am Institut für Körpererziehung und Schulhygiene der Humboldt-Universität.

## Auszeichnungen
- 1968 und 1976: Vaterländischer Verdienstorden in Bronze[2]